# 에나정
에나정(江名町)은 후쿠시마현 이와키군에 속했던 정이다. 현재의 이와키시 남부 (오나하마 지역) 오나하마항의 동방에 해당한다.

## 역사
- 1889년 4월 1일 - 정촌제 시행에 의해 5촌이 합병해 에나촌이 성립하였다.
- 1896년 4월 1일 - 소속군이 이와사키군에 변경되었다.
- 1923년 3월 31일 - 에나촌이 정으로 승격해 에나정이 되었다.
- 1966년 10월 1일 - 다이라 시, 우치고 시, 이와키 시, 나코소 시, 조반 시, 이와키 군 다마가와 요쓰쿠라 정, 도노 정, 오가와 정, 요시마 촌, 미와 촌, 다비토 촌, 가와마에 촌, 후타바군 히사노하마 촌, 오히사 촌과 합병해 이와키시가 성립하였다.

## 교통

### 철도
- 에나철도
  - 에나철도선

## 참고문헌
- 가도카와 일본 지명 대사전 7 福島県